# 존 윅: 리로드
《존 윅: 리로드》(영어: John Wick: Chapter 2)는 2017년 공개된 미국의 네오누아르 액션 스릴러 영화로, 2014년 영화 《존 윅》의 속편이다. 전편을 연출했던 채드 스타헬스키가 속편의 메가폰을 잡고 데이비드 리치는 제작 부문으로 빠졌다. 키아누 리브스, 브리짓 모이너핸, 이언 맥셰인, 존 레귀자모 등 전편 배우들이 같은 역할로 출연하며, 코먼이 상대역으로 새로이 등장한다.
액션 장면, 연출, 편집, 영상미, 리브스를 비롯한 출연진의 호연을 중심으로 평단으로부터 대체로 호평을 받았다.
2019년 영화 《존 윅 3: 파라벨룸》으로 이어진다.

## 줄거리
전편에서 죽인 비고 타라소프의 남동생 아브람에게서 본인 소유 포드 머스탱을 되찾아온 존 윅. 곧 존은 그가 청부살인업에서 은퇴하고 헬렌과 살 수 있게 도움을 주었던 카모라 두목 산티노 단토니오로부터 연락을 받는다.
산티노는 지하세계에서 통용되는 피의 서약 증표 마커("marker")를 내밀며 누나 지안나를 암살해달라고 의뢰한다. 산티노는 범죄 조직 두목 12명으로 이뤄진 고위 협의체인 최고 회의("High Table")에서 누나 지안나가 앉아있는 의석을 본인이 차지할 생각이다.
존은 마지못해 이를 이행하지만, 산티노는 지안나의 죽음에 복수한다는 거짓된 명목 하에 존의 목에 700만 달러를 건다. 존은 바우어리 왕으로부터 킴버 콜트 M1911을 지원 받고, 윈스턴의 경고에도 불구하고 콘티넨털 호텔 라운지에서 산티노를 살해한다.
존은 콘티넨털 호텔에서는 일을 벌이지 않는다는 금계를 깬 죄로 "파문"되고 모든 암흑가 자원에 대한 접근을 차단 당한다. 카모라가 존의 현상금을 두 배로 올렸다는 소식이 전세계로 퍼진다.

## 출연
- 키아누 리브스 - 존 윅 역
- 코먼 - 캐시언, 지안나의 경호실장 역
- 로런스 피시번 - 바우어리 왕, 뉴욕 지하 조직 두목 역
- 리카르도 스카마르초 - 산티노 단토니오, 카모라 두목 역
- 루비 로즈 - 아레스, 말 못하는 산티노의 보안 집행관 역
- 랜스 레딕 - 셔론, 콘티넨털 호텔 뉴욕 지점 콘시어지 역
- 페테르 스토르마레 - 아브람 타라소프, 비전투원인 비고의 남동생 역
- 브리짓 모이너핸 - 헬렌 윅, 사별한 아내 역
- 프랑코 네로 - 줄리우스, 콘티넨털 호텔 로마 지점 소유주·관리인 역
- 존 레귀자모 - 아우렐리오, 실력이 뛰어난 차량 개조 업자 역
- 이언 맥셰인 - 윈스턴 스콧, 콘티넨털 호텔 뉴욕 지점 소유주·관리인 역
- 클라우디아 제리니 - 지안나 단토니오, 산티노의 누나 역
- 와스 스티븐스 - 법률 자문 역
- 피터 세러피너위치 - 소믈리에, 콘티넨털 호텔 무기 조달자 역
- 루카 모스카 - 이탈리아인 재단사, 호텔 방탄복 조달자 역
- 터바이어스 시걸 - 얼, 바우어리 왕 밑에 있으며 노숙인 행세하는 범죄자 역
- 토머스 서다우스키 - 지미 역
- 데이비드 패트릭 켈리 - 찰리 역
- 니코 토폴리 - 브라이언 블랙먼 역
- 앨릭스 지왝 - 러시아인 총잡이 역
- 앨리 맹 - 윈스턴 개인비서 역
- 키티 크리스털 - 전화 교환원 역
- 에인절 파이 - 암살자 역
- 하이디 머니메이커 - 암살자 역
- 블라디미르 코즐로프 - 러시아인 암살자 역
- 케니 시어드 - 아레스 팀 역
- 팀 코널리 - 아레스 팀 역
- 엘리 - 전당포 주인 역
- 야마모토야마 류타 - 스모 암살자 역

## 기타 제작진
- 총괄 제작: 데이비드 리치